# 마쓰바라 나쓰미
마츠바라 나츠미(일본어: 松原 夏海 まつばら なつみ[*], 1990년 6월 19일 ~ )는 일본 여성 아이돌 그룹 전 AKB48의 팀K의 멤버.
후쿠오카현 출신. 제2기 AKB48 추가 오디션으로 11892명중 선택된 17명중 1인.

## 인물
- 목소리가 예쁘다. 깊고 듣고 있으면 기분 좋은 목소리를 가지고 있다.
- 소박,토크를 묻지 않는한 욕구가 없는 것 같다.
- 토크 코너에서 자신과 관련되지 않으면 이야기에 들어 갈 수 없다.
- 팬으로부터 "적극적으로 가라"라는 말을 들은 이후로는 머리모양에 적극적으로 나서 첫 포니테일은 호평이었다.
- 토크코너에서는 관련되려고 노력을 많이 하는 것 같다.
- 빨리 움직일 수 없는 것 같다. 그래서 빠른 템포의 춤은 서투르다.
- 언제나 분장실에서는 구석에 앉아있다. 그래서 아키모토 사야카가 "마츠바라님 예약석"이라고 장난한 적이 있다.
- 오디션을 받은 것은 엄마의 추천을 받은 것이 계기이다.
- 약간 시력이 나쁘지만 렌즈를 넣지 않는다. 객석의 중간까지는 보이고 있는 것 같다.
- 웃음의 비점이 낮아 사람들이 웃지 않는 장면에서도 대폭소 하는 것 같다.
- 퍼스트 공연에서는 노로 카요가 '섹시 아이'를 할 때마다 언제나 양손에 입을 대어 웃음거리 하고 있었다.
- 5형제중 3번째,맨 밑에 남동생은 오디션에 합격했을 무렵에 출생했다.
- 슈크림을 좋아한다. 안쪽을 좋아해 안쪽은 스푼으로 건져먹고 바깥쪽은 기르는 개에게 준다.
- 어린이를 재우는 것에 자신이 있다.
- 양치질을 하는 것을 좋아해 시간이 있으면 양치질을 한다. 치약은 민트향을 좋아한다.
- 락을 좋아한다.
- 외국인을 몹시 좋아해 외국인으로 태어나고 싶어했던 것 같다.
- 격투기를 좋아해 카메다 3형제도 좋아하고 있다.
- 롱코트치와와를 기르고 있다.
- 좋아하는 연예인은 리카이다.
- 장래의 꿈은 탤런트,쿠로야나기 아키코와 같이 세계 친선 대사가 되고 싶어하는 것 같다.
- 취미는 과자 만들기, 네일아트, 성격검사,영화보기
- 좋아하는 음악은 Bon Jovi
- 좋아하는 냄새는 비누
- 좋아하는 드라마는 우미자루
- 좋아하는 만화는 천사가 아냐(天使なんかじゃない)
- 좋아하는 계절은 봄
- 좋아하는 색은 마린블루
- 좋아하는 과목은 수학
- 좋아하는 스포츠는 발리볼
- 셜록홈즈 시리즈를 다 읽었다.
- 그녀가 처음 샀던 시디는 브리트니 스피어스 앨범이다.
- 그녀가 세일러문 캐릭터 중에서 제일 좋아하는 것은 세일러 비너스이다.
- 장마때 그녀는 파이널판타지 게임을 한다.

## 참가 유닛곡

### teamK 1st Stage 「PARTY가 시작된다」공연
1. 클래스 메이트

### teamK 2nd Stage 「청춘걸즈」공연
1. 비의 동물원
2. 부정한 여름

### teamK 3rd Stage 「뇌속 파라다이스」공연
1. 멍청이처럼

### 히마와리조 1st Stage 「나의 태양」공연
1. 해바라기

※노로 카요의 스탠바이

### 히마와리조 2nd Stage 「꿈을 포기해서는 안돼」공연
1. 기억의 딜레마

※노로 카요의 스탠바이

### teamK 4th Stage 「최후의 벨이 울린다」공연
1. 16인 자매의 노래

### teamK 5th Stage 「거꾸로 오르기」공연
1. 엔드롤

## 출연

### TV 드라마
1. 마지스카 학원 제11화・최종화（2010년 3월 19일・26일) - 나츠미 역
2. 악당: 중범죄수사반 (2011년 1월 - 3월、ABC방송・TV아사히) - 히라마츠 아미 역
3. 마지스카 학원 최종화 (2011년 7월 1일) - 나츠미 역

### 버라이어티
1. 안테나22 특별편 당신이 모르는 아키하바라（2006년 9월 2일、니혼테레비）
2. AKB48이야기 지금을 살아가는 소녀들 36색의 꿈을 향해서~（2006년 10월 22일 - 29일 방송、치바테레비、테레비 사이타마 등、전 9개방송국）
3. AKB48 48minutes〜（2007년 2월 4일、MUSIC ON! TV）
4. AKB48〜48minutes〜 SPECIAL（2007년 4월 15일、MUSIC ON! TV）
5. AKB0시59분!（2008년 4월 7일 - 28일・6월 2일 - 23일、니혼테레비）
6. AKB48네모우시 테레비（2008년 10월 12일、패밀리 극장）
7. AKB48 네모우스 텔레비전 (패밀리 극장)
  1. Season1 (2008년 10월 12일)
  2. Season2 (2009년 7월 10일 · 17 일)
  3. Season3 (2009년 10월 23일 · 30 일)
  4. 스페셜 2009 (2009년 12월 28일)
8. AKBINGO! (2009년 5월 6일 - 부정기 출연, 일본 TV)
9. 아리요시 AKB공화국 (2010년 8월 23일, TBS )
10. AKB-구루메스타디움 (2011년 2월 6일, 음식과여행후디즈 TV )
11. AKB48 콩트 "미묘 ~" (2011년 11월 24일 · 12월 1일, 히카리 TV )

### 라디오
1. 4번지 시어터（2006년 8월 11일・18일、TOKYO FM）
2. ON8（2007년 1월 8일・12일・4월2일、bayFM）

### 영화
1. 항아리（2012）- 주연 에리 역